# Lincoln County, North Carolina
Lincoln County är ett administrativt område i delstaten North Carolina, USA, med 78 265 invånare. Den administrativa huvudorten (county seat) är Lincolnton. 

## Geografi
Enligt United States Census Bureau så har countyt en total area på 795 km². 774 km² av den arean är land och 21 km² är vatten. 

### Angränsande countyn
- Catawba County - nord
- Iredell County - nordost
- Mecklenburg County - sydost
- Gaston County - söder
- Cleveland County - väst
- Burke County - nordväst